# Rafaela Saksida
Rafaela Saksida, slovenska redovnica, šolska sestra sv. Frančiška, aleksandrinka, * 14. oktober 1912, Zalošče pri Dornberku, † 18. julij 1997, Gorica.

## Življenje in delo
Rafaela Saksida s krstnim imenom Terezija se je rodila v kmečki družini v kateri je bilo 11 otrok. Šolo je začela obiskovala v rojstnem kraju, leta 1926 pa je bila sprejeta v zavod šolskih sester v Tomaju, kjer je dokončala osnovno šolo. Nato se je vpisala na srednjo šolo v Gorici ter v Egiptu dokončala učiteljišče v francoskem nato pa še v slovenskem in italijanskem jeziku. 31. julija 1935 se je vrnila v Tomaj in tu poučevala na osnovni in strokovni šoli. Po priključitvi Tomaja leta 1947 Jugoslaviji je odšla v Gorico v Zavod sv. Družine, tu devet let pomagala pri obnovi zavoda, katerega so fašistične oblasti ukinile, po vojni pa je bil v njem tudi zavetišče za številne istrske begunce. V letih 1956−1962 je vodila tržaško redovno provinco pri Sv. Ivanu ter se leta 1962 vrnila v Gorico v zavod sv. Družine. 